# Viscum verrucosum
Viscum verrucosum är en sandelträdsväxtart som beskrevs av William Henry Harvey. Viscum verrucosum ingår i släktet mistlar, och familjen sandelträdsväxter. Inga underarter finns listade i Catalogue of Life.